# Bataille de Pollilur
Deuxième guerre du Mysore (en)
La bataille de Pollilur a lieu le 10 septembre 1780 au cours de la deuxième guerre du Mysore. Elle oppose les armées de Mysore conduites par Tipû Sâhib, le fils de Haidar Alî, sultan du Mysore aux troupes britanniques de la Compagnie anglaise des Indes orientales. 
Tipû est envoyé pour arrêter les troupes britanniques sous le commandement du colonel William Baillie alors qu'elles se déplacent vers le sud pour rejoindre l'armée principale de la CAIO sous les ordres d'Hector Munro à Conjeeveram (l'actuelle Kanchipuram), à quelque 70 kilomètres au sud de Madras. Après l'attaque initiale de Tipû, Munro envoie à Baillie le colonel Fletcher avec des renforts, mais ne fait pas mouvement lui-même. Tipû dont les forces dépassent de beaucoup en nombre celles de son adversaire attaque à nouveau le contingent de Baillie qui comprend le 73e régiment ainsi que les tireurs d'élite et grenadiers cipayes. Le front britannique est brisé, mais Baillie rassemble ses hommes, forme un carré et résiste à 13 attaques supplémentaires avant de demander grâce. Seule l'intervention de Lally et Pimorin, les officiers français de Haidar, empêche l'extermination des Britanniques. Tous les survivants, y compris le colonel Baillie, les capitaines David Baird et John Lindsay sont enfermés dans les prisons d'Haidar Alî qui fera exécuter une grand peinture murale dans son palais d'été pour commémorer sa victoire. 
À la suite de la paix de 1784, Baird est libéré. Quinze ans plus tard, il mènera l'attaque finale sur Seringapatam.